# Volta a Saxònia
La Volta a Saxònia (en alemany Sachsen-Tour) és una cursa ciclista per etapes que es disputà a Saxònia, Alemanya durant el juliol. La primera edició es disputà el 1985, sent reservada a ciclistes amateurs fins al 1995. El 2009 es disputà per darrera vegada després de la retirada del principal patrocinador. Del 2005 al 2009 formà part de l'UCI Europa Tour amb una categoria 2.1.

## Palmarès
| Any  | Vencedor           | Segon               | Tercer                |
| ---- | ------------------ | ------------------- | --------------------- |
| 1985 | Wolfgang Lötzsch   | Matthias Lendt      | Olaf Frölich          |
| 1986 | Uwe Ampler         | Jens Heppner        | Mario Kummer          |
| 1987 | Jens Heppner       | Gerd Audehm         | Olaf Jentzsch         |
| 1988 | Frank Kühn         | Hardy Gröger        | Gus Herik Schur       |
| 1989 | Uwe Ampler         | Dirk Schiffner      | Wolfgang Lötzsch      |
| 1990 | Jans Koerts        | Jan Schaffrath      | Falk Boden            |
| 1991 | Steffen Blochwitz  | Bert Dietz          | Dan Radtke            |
| 1992 | Jörn Reuß          | Thomas Liese        | Heiko Latocha         |
| 1993 | Brendan Hart       | Max van Heeswijk    | Maksim Ratkinov       |
| 1994 | Brian Fowler       | Ric Reid            | Grant Rice            |
| 1995 | Dirk Müller        | Timo Scholz         | Ralf Keller           |
| 1996 | Jens Voigt         | Jörg Jaksche        | Dirk Müller           |
| 1997 | Anton Chantyr      | Edouard Gritsoun    | Lutz Lehman           |
| 1998 | Thomas Liese       | Steffen Wesemann    | Jürgen Werner         |
| 1999 | Jörn Reuß          | Martin Rittsel      | Holger Sievers        |
| 2000 | Thomas Liese       | Valter Bonca        | Anton Chantyr         |
| 2001 | Jørgen Bo Petersen | Lubor Tesař         | Sasa Sviben           |
| 2002 | Oscar Camenzind    | Jørgen Bo Petersen  | Jürgen Werner         |
| 2003 | Fabian Wegmann     | Frank Høj           | Daniel Schnider       |
| 2004 | Andrey Kashechkin  | Tomáš Konečný       | Christian Pfannberger |
| 2005 | Mathew Hayman      | Christian Knees     | Heinrich Haussler     |
| 2006 | Vladímir Gússev    | Lorenzo Bernucci    | Michael Barry         |
| 2007 | Joost Posthuma     | Bobby Julich        | Michael Schär         |
| 2008 | Bert Grabsch       | Michael Rogers      | Tony Martin           |
| 2009 | Patrik Sinkewitz   | Sebastian Langeveld | Dirk Müller           |